# Die Toten Hosen
Die Toten Hosen — немецкая панк-рок-группа, основанная в начале 1980-х годов в Дюссельдорфе. Наряду с Die Ärzte является самой популярной и успешной немецкой панк-рок-группой. На 2008 год группа продала более 22 миллионов дисков. Название переводится дословно как «Мёртвые штаны» и является фразеологизмом, означающим в немецком языке безделье, скуку или импотенцию.

## История

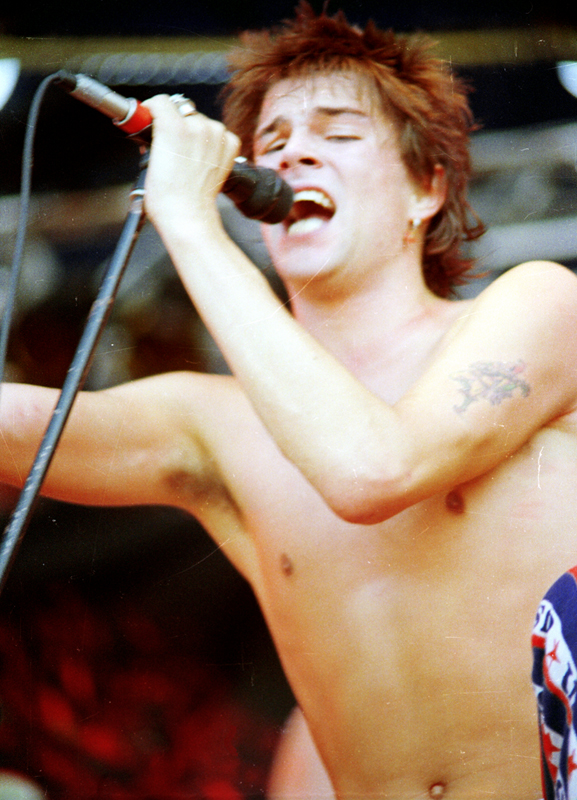
Кампино в 1987 году

### 1982—1987
Группа была основана в 1982 году молодыми музыкантами Фреге, фон Хольстом, Мойрером, Брайткопфом и Тримпопом. На своём первом концерте группа была представлена как «Die Toten Hasen» («Мёртвые зайцы») из-за опечатки. В том же году Die Toten Hosen выпустили свой первый сингл — Wir sind bereit, а следом за ним — Reisefieber. Третьим записанным синглом стала застольная песня — Eisgekühlter Bommerlunder. Она часто звучала на радио-станциях и увеличила число поклонников группы.
В 1983 году гитарист Вальтер Новембер вступает в организацию
«Свидетели Иеговы» и покидает группу.
Летом 1983 года группа выпустила свой первый альбом Opel-Gang на собственном лейбле Totenkopf ("череп").
В 1984 году BBC приглашает группу выступить на шоу Джона Пила. Высокая стоимость поездки становится началом конфликтов с EMI, группа покидает лейбл и подписывает контракт с Virgin Records.
Второй альбом Die Toten Hosen — Unter falscher Flagge — был выпущен в 1984 году. На обложке изображены участники группы в пиратской одежде. В оригинале на задней крышке был изображён скелет собаки, сидящий перед граммофоном, но из-за правового конфликта с EMI он был заменён на скелет орла.
Весной 1985 года группа гастролировала во Франции для Института имени Гёте, а осенью они гастролировали в Венгрии и Польше.
В 1986 году был записан третий студийный альбом — Damenwahl, а в конце 1987 года вышел первый концертный альбом группы — Bis zum bitteren Ende. Он занял 23 позицию в немецких чартах и 17 — в австрийских. Альбом был продан тиражом более 500 тысяч копий и получил статус платинового в Германии.

### 1988—1995
В 1988 году после выпуска альбома Ein kleines bisschen Horrorschau, содержащего песню «Hier kommt Alex» («нем. Вот и Алекс»), группа достигает большой популярности. Песня является саундтреком к пьесе «Clockwork Orange» Бернда Шадевальда, основывающейся на одноимённой книге Энтони Бёрджесса и фильме Кубрика. Hier kommt Alex постоянно играла на популярных радиостанциях и очень скоро достигла 16 позиции в Top 2000 D.
Весенний тур группы в 1989 году включал выступление на арене Westfalenhallen в Дортмунде. Летом 1990 года Die Toten Hosen отправились в Италию в связи с чемпионатом мира по футболу. Была записана кавер-версия песни Azzurro Адриано Челентано, которая сопровождалась видео, высмеивающим поведение немецких футбольных болельщиков за рубежом. Двойной альбом группы 125 Jahre die Toten Hosen: Auf dem Kreuzzug ins Glück, включающий эту композицию, вышел в 1990 году и уже в первую неделю разошёлся тиражом в 150 тысяч копий.

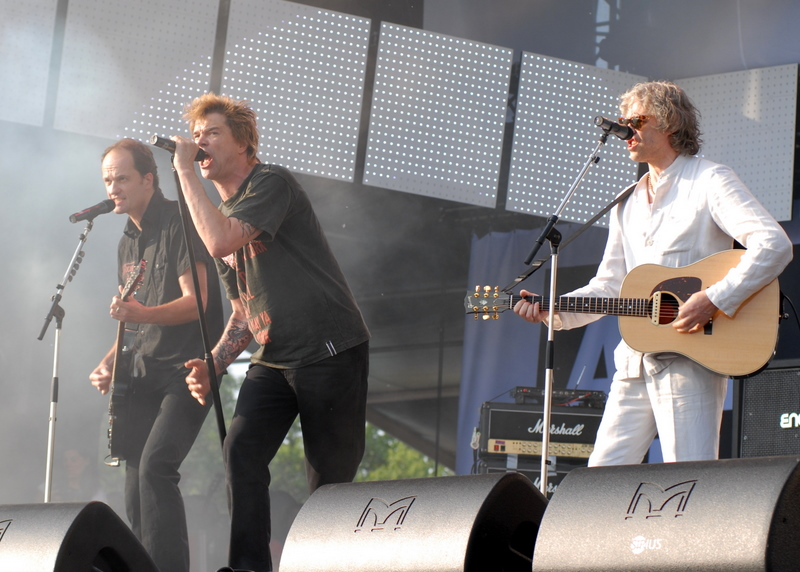
Кампино и Брайти с Бобом Гелдофом 7 июня 2007 года в Ростоке

## Политическая и общественная деятельность

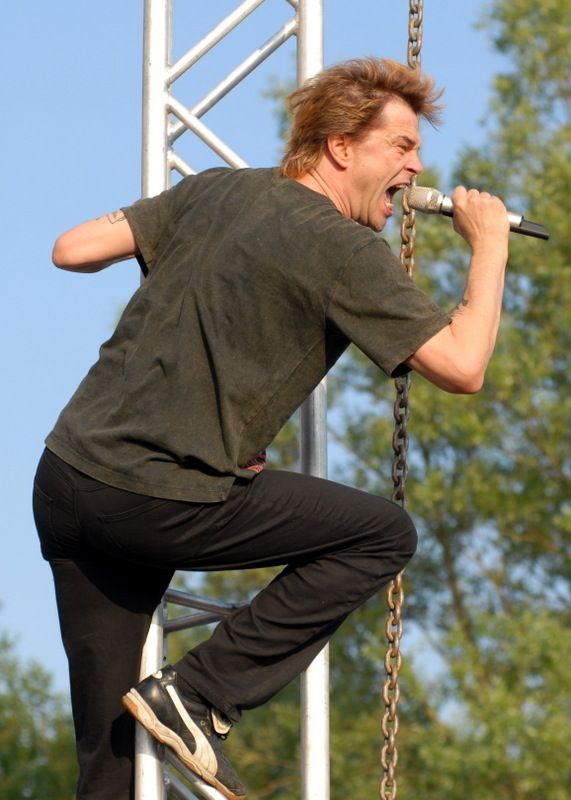
Кампино в 2007 году

Группа активно выступает за антифашистское движение, часто призывает на своих концертах к борьбе с расизмом и национализмом. Члены группы поддерживают «Гринпис» и антиглобалистские кампании, выступают против АЭС и использования меха для одежды. Многие песни осуждают негативное отношение к иностранцам, недостаток политического и экологического понимания.
Die Toten Hosen являются патриотами своего родного города. В конце 1980-х группа пожертвовала 200.000 ДМ футбольному клубу «Фортуна Дюссельдорф» для покупки игрока Anthony Baffoe. Также группа заключила контракт с локальной пивоварней «Diebels» и поддерживает с выручки молодёжную команду «Фортуны», которая теперь носит лого группы на футболках. Члены группы хотят быть похороненными в Дюссельдорфе и поэтому уже сейчас забронировали могилы на южном кладбище города.

## Награды
- Bravo Otto
  - 1996 — лучшая группа (золото)
  - 1997 — лучшая группа (бронза)
- Comet (награда)
  - 1996 — лучшее выступление Германии
  - 1997 — лучшее видео Германии («Zehn kleine Jägermeister»)
  - 2000 — лучшее выступление Германии
  - 2002 — лучшее видео Германии
- Echo (награда)
  - 1994 — лучшая группа
  - 1997 — лучшая группа
  - 2003 — лучшая группа
- 1Live Krone
  - 2000 — лучшая группа
  - 2006 — лучший альбом («Nur zu Besuch: Die Toten Hosen unplugged im Wiener Burgtheater»)
  - 2007 — творчество всей жизни

## Состав

### Текущий состав
- Кампино (Campino, настоящее имя Андреас Фреге, Andreas Frege) — вокалист
- Андреас «Куддель» фон Хольст (Andreas «Kuddel» von Holst) — гитарист
- Михаель «Брайти» Брайткопф (Michael «Breiti» Breitkopf) — гитарист
- Андреас «Анди» Мойрер (Andreas «Andi» Meurer) — басист
- Стивен Джордж «Вом» Ричи (Stephen George «Vom» Ritchie) (с 1999) — ударник

### Бывшие участники
- Вальтер «Новембер» Хартунг (Walter «November» Hartung; 1982—1983)
- Клаус-Дитер «Трини Тримпоп» Тримпоп (Klaus-Dieter «Trini Trimpop» Trimpop; 1982—1985)
- Якоб Койзен (Jakob Keusen; 1985—1986)
- Вольфганг «Вёлли» Роде (Wolfgang «Wölli» Rohde; 1986—1999)

## Дискография

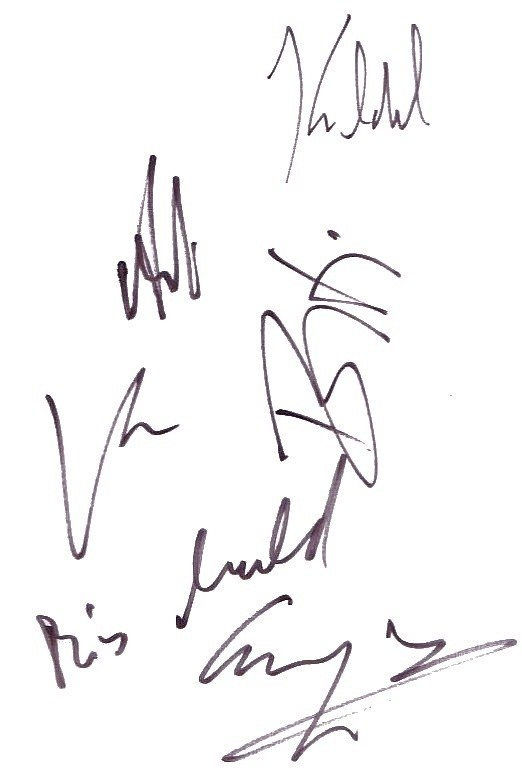
Автографы музыкантов

### Студийные альбомы
- 1983: Opel-Gang
- 1984: Unter falscher Flagge
- 1986: Damenwahl
- 1987: Never Mind the Hosen – Here’s Die roten Rosen (aus Düsseldorf) (под названием Die Roten Rosen)
- 1988: Ein kleines bisschen Horrorschau
- 1990: 125 Jahre die Toten Hosen: Auf dem Kreuzzug ins Glück
- 1991: Learning English Lesson One
- 1993: Kauf MICH!
- 1996: Opium fürs Volk
- 1998: Wir warten auf’s Christkind (под названием Die Roten Rosen)
- 1999: Unsterblich
- 2002: Auswärtsspiel
- 2004: Zurück zum Glück
- 2008: In aller Stille
- 2009: «LA Hermandad»
- 2012: Ballast der Republik
- 2017: «Laune der Natur»[13]

### Концертные записи
- 1987: Bis zum bitteren Ende
- 1996: Im Auftrag des Herrn
- 2005: Nur zu Besuch: Unplugged im Wiener Burgtheater (MTV Unplugged)

### Сборники
- 1993: Reich & Sexy
- 1994: Love, Peace & Money
- 1999: Crash-Landing
- 2002: Reich & Sexy II – Die fetten Jahre

### Синглы
- 1982: Wir sind bereit
- 1982: Reisefieber
- 1983: Eisgekühlter Bommerlunder
- 1983: Hip Hop Bommi Bop
- 1983: Schöne Bescherung
- 1984: Kriminaltango mit Kurt Raab
- 1984: Liebesspieler/Die John Peel Session
- 1985: Faust in der Tasche
- 1985: The Battle of the Bands
- 1986: Das Altbierlied
- 1987: Im Wagen vor mir
- 1987: Alle Mädchen wollen küssen
- 1988: Hier kommt Alex
- 1989: 1000 gute Gründe
- 1990: Alles wird gut
- 1990: Azzurro
- 1990: All die ganzen Jahre
- 1991: Carnival In Rio (Punk Was), вместе с Ronald Biggs
- 1991: Baby Baby
- 1991: The Nightmare Continues
- 1992: Whole Wide World
- 1992: Mehr davon
- 1992: Sascha…
- 1993: Reich & sexy
- 1993: Wünsch DIR was
- 1993: Alles aus Liebe
- 1994: Kauf MICH!
- 1994: Put your money where your mouth is…'
- 1994: Sexual
- 1995: Nichts bleibt für die Ewigkeit
- 1995: Tout pour sauver l’Amour
- 1996: Paradies
- 1996: Bonnie & Clyde
- 1996: 10 kleine Jägermeister
- 1997: Alles aus Liebe — Live
- 1998: Weihnachtsmann vom Dach
- 1998: Pushed Again
- 1998: Soul Therapy
- 1999: Auld lang Syne
- 1999: Schön sein
- 2000: Unsterblich
- 2000: Bayern
- 2000: Warum werde ich nicht satt?
- 2001: Was zählt
- 2002: Kein Alkohol (ist auch keine Lösung)
- 2002: Steh auf, wenn du am Boden bist
- 2002: Nur zu Besuch
- 2002: Frauen dieser Welt
- 2004: Friss oder Stirb
- 2004: Ich bin die Sehnsucht in Dir
- 2004: Walkampf
- 2005: Alles Wird Vorübergehen
- 2005: Freunde
- 2005: Hier kommt Alex (unplugged)
- 2006: The Guns Of Brixton (unplugged)
- 2008: Du Labt Dich Gehn — as Die Roten Rosen
- 2008: Strom
- 2009: Alles Was War
- 2009: Auflosen
- 2009: Ertrinken
- 2009: Pushed Again
- 2010: Der Letzte Kuss
- 2010: Zamrozona Wyborowa
- 2012: Tage Wie Diese
- 2012: Altes Fieber
- 2013: Das Ist Der Moment
- 2017: Unter den Wolken
- 2017: Wannsee
- 2017: Alles passiert

### История группы
- Bertram Job: Bis zum bitteren Ende — Die Toten Hosen erzählen ihre Geschichte. Kiepenheuer & Witsch, Кёльн 1996, ISBN 3-462-02532-5
- Bertram Job: Bis zum bitteren Ende — Die Toten Hosen erzählen ihre Geschichte, Neuauflage. dtv, Мюнхен 1997, ISBN 3-423-20891-0

### Песни и аккорды
- 125 Jahre auf dem Kreuzzug ins Glück. Crome Music, Мюнхен 1990, SIE 1973 49.
- Unsterblich. Voggenreiter Verlag, 2001, ISBN 3-8024-0412-2.
- Reich & Sexy. Bosworth, 2004, ISBN 3-937041-45-1.
- Zurück zum Glück. Bosworth, 2005, ISBN 3-86543-145-3.
- Das Alte und das Neue Testament. Bosworth, 2006, ISBN 3-86543-265-4.

### Фотоальбомы
- Ewig währt am längsten — Die Toten Hosen. JKP, Дюссельдорф 2002, ISBN 3-9808501-1-0.
- Fryderyk Gabowicz: Die Toten Hosen: Fotografien von 1986—2006, Schwarzkopf & Schwarzkopf, Берлин 2006, ISBN 3-89602-732-8.